# Elezioni comunali in Veneto del 2007
Il 27 e il 28 maggio 2007 (con ballottaggio il 10 e 11 giugno) in Veneto si tennero le elezioni per il rinnovo di numerosi consigli comunali.

## Venezia

### Chioggia
| Candidati e Liste                     | Voti   | %      | Seggi |
| ------------------------------------- | ------ | ------ | ----- |
| Romano Tiozzo Pagio                   | 12.093 | 37,76  | -     |
| Forza Italia                          | 6.418  | 21,51  | 9     |
| Con Romano Tiozzo                     | 1.990  | 6,67   | 2     |
| Alleanza Nazionale                    | 1.727  | 5,79   | 2     |
| Unione di Centro                      | 700    | 2,35   | 1     |
| Fiamma Tricolore                      | 449    | 1,50   | -     |
| Democrazia Cristiana                  | 350    | 1,17   | -     |
| Progetto NordEst                      | 73     | 0,24   | -     |
| Lucio Tiozzo Fasiolo                  | 12.941 | 40,40  | 1     |
| Democratici di Sinistra               | 6.111  | 20,48  | 6     |
| La Margherita-Italia di Mezzo         | 1.520  | 5,09   | 1     |
| Lista Guarnieri                       | 1.397  | 4,68   | 1     |
| Socialisti Riformisti                 | 1.313  | 4,40   | 1     |
| Rifondazione Comunista                | 926    | 3,10   | 1     |
| Federazione dei Verdi                 | 697    | 2,34   | -     |
| Italia dei Valori                     | 388    | 1,30   | -     |
| Comunisti Italiani                    | 330    | 1,11   | -     |
| Sandro Boscolo Todaro                 | 6.692  | 20,89  | 1     |
| Lega Nord                             | 2.149  | 7,20   | 2     |
| Amici di Chioggia                     | 1.663  | 5,57   | 1     |
| Per Todaro                            | 930    | 3,12   | 1     |
| Per Sottomarina                       | 495    | 1,66   | -     |
| Aristide Ballarin                     | 303    | 0,95   | -     |
| Democrazia Cristiana per le Autonomie | 215    | 0,72   | -     |
| Totale alle liste                     | 29.841 | 100,00 | 28    |
| TOTALE                                | 32.029 | 100,00 | 30    |

### Jesolo
| Candidati e Liste   | Voti   | %      | Seggi |
| ------------------- | ------ | ------ | ----- |
| Francesco Calzavara | 6.712  | 45,88  | -     |
| Forza Italia        | 2.667  | 20,29  | 6     |
| Alleanza Nazionale  | 1.642  | 12,49  | 3     |
| Nuova Jesolo        | 1.198  | 9,11   | 2     |
| Lega Nord           | 640    | 4,87   | 1     |
| Unione di Centro    | 393    | 2,99   | -     |
| Renato Martin       | 3.425  | 23,41  | 1     |
| Lista Renato Martin | 2.725  | 20,73  | 3     |
| Nedda Fancio        | 3.284  | 22,45  | 1     |
| L'Unione            | 2.176  | 16,55  | 2     |
| Uniti per Jesolo    | 727    | 5,53   | 1     |
| Maurizio Zanella    | 753    | 5,15   | -     |
| Progetto NordEst    | 605    | 4,60   | -     |
| Christian Rampazzo  | 455    | 3,11   | -     |
| Serenissima Veneto  | 372    | 2,83   | -     |
| Totale alle liste   | 13.145 | 100,00 | 18    |
| TOTALE              | 14.629 | 100,00 | 20    |

### Mira
| Candidati e Liste                     | Voti   | %      | Seggi |
| ------------------------------------- | ------ | ------ | ----- |
| Michele Carpinetti                    | 9.228  | 44,27  | -     |
| Democratici di Sinistra               | 3.493  | 19,58  | 9     |
| La Margherita                         | 2.150  | 12,05  | 5     |
| Rifondazione Comunista                | 805    | 4,51   | 2     |
| Federazione dei Verdi                 | 774    | 4,34   | 1     |
| Con Te a Mira                         | 435    | 2,44   | 1     |
| Italia dei Valori                     | 355    | 1,99   | -     |
| Comunisti Italiani                    | 347    | 1,94   | -     |
| Vanna Baldan                          | 5.432  | 26,06  | 1     |
| Forza Italia                          | 3.130  | 17,54  | 5     |
| Alleanza Nazionale                    | 735    | 4,12   | 1     |
| Unione di Centro                      | 484    | 2,71   | 1     |
| Democrazia Cristiana per le Autonomie | 220    | 1,23   | -     |
| Progetto NordEst                      | 211    | 1,18   | -     |
| Roberto Marcato                       | 4.284  | 20,55  | 1     |
| Vivi Mira-Marcato Sindaco             | 2.084  | 11,68  | 2     |
| Socialisti Riformisti                 | 565    | 3,17   | 1     |
| UDEUR                                 | 404    | 2,26   | -     |
| Cesare Renier                         | 744    | 3,57   | 1     |
| Lega Nord                             | 661    | 3,70   | -     |
| Roberto Martano                       | 727    | 3,49   | -     |
| Nuova Mira-Martano Sindaco            | 606    | 3,40   | -     |
| Giovanni Braga                        | 428    | 2,05   | -     |
| Mira al Centro                        | 382    | 2,14   | -     |
| Totale alle liste                     | 17.841 | 100,00 | 27    |
| TOTALE                                | 20.843 | 100,00 | 30    |

## Belluno

### Belluno
| Candidati e Liste                                                 | Voti   | %      | Seggi |
| ----------------------------------------------------------------- | ------ | ------ | ----- |
| Antonio Prade                                                     | 11.226 | 53,66  | -     |
| Forza Italia                                                      | 4.763  | 25,79  | 13    |
| Lega Nord                                                         | 1.386  | 7,50   | 3     |
| Alleanza Nazionale                                                | 1.234  | 6,68   | 3     |
| Lid                                                               | 1.140  | 6,17   | 3     |
| Unione dei Democratici Cristiani e di Centro                      | 716    | 3,88   | 1     |
| Polo Autonomista con Prade                                        | 680    | 3,68   | 1     |
| Maria Cristina Zoleo                                              | 8.839  | 42,25  | 1     |
| L'Ulivo                                                           | 2.878  | 15,58  | 6     |
| Insieme                                                           | 1.675  | 9,07   | 3     |
| Patto per Belluno con Zoleo                                       | 1.627  | 8,81   | 3     |
| Belluno Democratica (Rifondazione Comunista - Comunisti Italiani) | 915    | 4,95   | 2     |
| Popolari UDEUR - Lista Civica                                     | 288    | 1,56   | -     |
| Italia dei Valori                                                 | 265    | 1,43   | -     |
| Belluno Futura                                                    | 262    | 1,42   | -     |
| Luigi Roccon                                                      | 855    | 4,09   | 1     |
| Alternativa Civica                                                | 639    | 3,46   | -     |
| Totale alle liste                                                 | 18.468 | 100,00 | 38    |
| TOTALE                                                            | 20.920 | 100,00 | 40    |

### Feltre
| Candidati e Liste      | Voti   | %      | Seggi |
| ---------------------- | ------ | ------ | ----- |
| Gianvittore Vaccari    | 7.041  | 59,81  | -     |
| Forza Italia           | 2.548  | 24,54  | 6     |
| Lega Nord              | 1.830  | 17,62  | 4     |
| Noi Feltre             | 899    | 8,66   | 2     |
| Unione di Centro       | 621    | 5,98   | 1     |
| Alleanza Nazionale     | 403    | 3,88   | -     |
| Alberto Brambilla      | 3.768  | 32,01  | 1     |
| L'Ulivo                | 1.688  | 16,26  | 4     |
| Idea Brambilla         | 810    | 7,80   | 1     |
| Sinistra Feltrina      | 567    | 5,46   | 1     |
| Italia dei Valori      | 172    | 1,66   | -     |
| Marco Scapin           | 495    | 4,20   | -     |
| Altre Menti            | 407    | 3,92   | -     |
| Marisa Dalla Gasperina | 468    | 3,98   | -     |
| Progetto NordEst       | 438    | 4,22   | -     |
| Totale alle liste      | 10.383 | 100,00 | 19    |
| TOTALE                 | 11.772 | 100,00 | 20    |

## Rovigo

### Fratta Polesine
|                               | Resini Riccardo ✔️ Sindaco | Lista Civica | 1 104 | 60,66 | 8  |  |  |  |  |
|                               | Bellettato Fabio           | Lista Civica | 659   | 36,21 | 4  |  |  |  |  |
|                               | Furlani Daniele            | Lista Civica | 57    | 3,13  | –  |  |  |  |  |
| Totale                        | Totale                     |              | 1 820 | 100   | 12 |  |  |  |  |
|                               |                            |              |       |       |    |  |  |  |  |
| Fonte: Ministero dell'interno |                            |              |       |       |    |  |  |  |  |

## Padova

### Cittadella
| Candidati e Liste                     | Voti   | %       | Seggi |
| ------------------------------------- | ------ | ------- | ----- |
| Massimo Bitonci                       | 7.000  | 56,54   | -     |
| Lega Nord                             | 2.028  | 18,84   | 5     |
| Lista Bitonci                         | 1.528  | 14,19   | 3     |
| Forza Cittadella                      | 1.016  | 9,44    | 2     |
| Lista San Marco                       | 999    | 9,28    | 2     |
| Alleanza Nazionale                    | 385    | 3,85    | -     |
| Francesco Rebellato                   | 3.018  | 24,38   | 1     |
| Uniti per Cittadella                  | 1.091  | 10,13   | 1     |
| Noi Cittadellesi                      | 700    | 6,50    | 1     |
| Le Nostre Frazioni                    | 381    | 3.54    | -     |
| Cittadella Donna                      | 323    | 3,00    | -     |
| Lucio Facco                           | 1.864  | 15,06   | 1     |
| Forza Italia                          | 1.127  | 10,47   | 2     |
| Veneto per il PPE                     | 279    | 2,59    | -     |
| Lista Facco-Progetto NordEst          | 219    | 2,03    | -     |
| Alleanza per Cittadella               | 140    | 1,30    | -     |
| Democrazia Cristiana per le Autonomie | 39     | 0,36    | -     |
| Lina Pasqui Vielmo                    | 498    | 4,02    | 1     |
| Unione di Centro                      | 510    | 4,74    | -     |
| Totale alle liste                     | 10.765 | 100,00  | 17    |
| TOTALE                                | 12.380 | 100,00' | 20    |

### Vigonza
| Candidati e Liste                                               | Voti   | %      | Seggi |
| --------------------------------------------------------------- | ------ | ------ | ----- |
| Nunzio Tacchetto                                                | 7.207  | 59,29  | -     |
| Vigonza Viva                                                    | 2.075  | 19,24  | 5     |
| Forza Italia                                                    | 2.049  | 19,00  | 5     |
| Lega Nord                                                       | 949    | 8,80   | 2     |
| Unione di Centro                                                | 709    | 6,58   | 1     |
| Alleanza Nazionale                                              | 685    | 6,35   | 1     |
| Democrazia Centrista                                            | 201    | 1,86   | -     |
| Progetto NordEst                                                | 91     | 0,84   | -     |
| Antonino Stivanello                                             | 4.027  | 33,13  | 1     |
| Democratici di Sinistra                                         | 1.594  | 14,78  | 3     |
| La Margherita                                                   | 1.137  | 10,54  | 2     |
| Valori per Vigonza                                              | 252    | 2,34   | -     |
| Rifondazione Comunista-Comunisti Italiani-Federazione dei Verdi | 184    | 1,71   | -     |
| Camillo Calzavara                                               | 461    | 3,79   | -     |
| Veneto per il PPE-Progetto Vigonza                              | 432    | 4,01   | -     |
| Gino Bortolozzo                                                 | 174    | 1,43   | -     |
| Partito Comunista dei Lavoratori                                | 155    | 1,44   | -     |
| Bruno Mezzalira                                                 | 130    | 1,07   | -     |
| Laici Socialisti Liberali                                       | 130    | 1,21   | -     |
| Tiziano Mion                                                    | 122    | 1,00   | -     |
| Democrazia Cristiana per le Autonomie                           | 111    | 1,03   | -     |
| Paolo Manfrin                                                   | 35     | 0,29   | -     |
| Socialisti Democratici Italiani-Nuovo PSI                       | 29     | 0,27   | -     |
| Totale alle liste                                               | 10.783 | 100,00 | 17    |
| TOTALE                                                          | 12.156 | 100,00 | 20    |

## Treviso

### Conegliano
| Candidati e Liste                     | Voti   | %      | Seggi |
| ------------------------------------- | ------ | ------ | ----- |
| Alberto Maniero                       | 10.143 | 54,63  | -     |
| Forza Italia                          | 6.130  | 37,40  | 13    |
| Alleanza Nazionale                    | 1.365  | 8,33   | 2     |
| Lega Nord                             | 1.201  | 7,33   | 2     |
| Unione di Centro                      | 979    | 5,97   | 2     |
| Insieme per Conegliano                | 297    | 1,81   | -     |
| Paolo Giandon                         | 3.779  | 20,35  | 1     |
| La Margherita                         | 1.456  | 8,88   | 2     |
| Democratici di Sinistra               | 1.388  | 8,47   | 2     |
| Enzo Perin                            | 1.741  | 9,38   | 1     |
| Lista Perin Intesa Civica             | 1.080  | 6,59   | 1     |
| Democrazia Cristiana per le Autonomie | 104    | 0,63   | -     |
| Achille Ghizzo                        | 1.335  | 7,19   | 1     |
| Ghizzo Sindaco                        | 1.146  | 6,99   | 1     |
| Umberto Teot                          | 797    | 4,29   | 1     |
| Anch'Io Decido                        | 526    | 3,21   | -     |
| E a Capo                              | 133    | 0,81   | -     |
| Anna Mariani                          | 686    | 3,69   | 1     |
| Rifondazione Comunista                | 408    | 2,49   | -     |
| Unione a Sinistra                     | 120    | 0,73   | -     |
| Stefano D'Intinosante                 | 85     | 0,46   | -     |
| Partito Comunista dei Lavoratori      | 59     | 0,36   | -     |
| Totale alle liste                     | 16.392 | 100,00 | 25    |
| TOTALE                                | 18.566 | 100,00 | 30    |

### Montebelluna
| Candidati e Liste                         | Voti   | %      | Seggi |
| ----------------------------------------- | ------ | ------ | ----- |
| Laura Puppato                             | 7.255  | 42,41  | -     |
| L'Ulivo                                   | 3.404  | 24,49  | 8     |
| Montebelluna Nuova                        | 1.539  | 11,07  | 3     |
| Energia Civile                            | 581    | 4,18   | 1     |
| Ermanno Serrajotto                        | 5.821  | 34,03  | -     |
| Forza Italia                              | 2.056  | 14,79  | 2     |
| Progetto NordEst                          | 1.225  | 8,81   | 1     |
| Serrajotto Noi Veneti                     | 724    | 5,21   | 1     |
| Alleanza per Montebelluna                 | 710    | 5,11   | -     |
| Democrazia Cristiana per le Autonomie     | 39     | 0,28   | -     |
| Dino De Longhi                            | 2.732  | 15,97  | 1     |
| De Longhi Sindaco                         | 806    | 5,80   | 1     |
| Alleanza Nazionale                        | 681    | 4,90   | 1     |
| Lega Nord                                 | 661    | 4,76   | -     |
| Unione di Centro                          | 273    | 1,96   | -     |
| Indipendenti per Montebelluna             | 200    | 1,44   | -     |
| Gianni Garbujo                            | 1.131  | 6,61   | -     |
| Montebelluna ai Montebellunesi            | 378    | 2,72   | -     |
| Destra per Montebelluna                   | 236    | 1,70   | -     |
| Giovani per Montebelluna                  | 112    | 0,81   | -     |
| Montebelluna Moderata                     | 82     | 0,59   | -     |
| Donne Montebellunesi                      | 57     | 0,41   | -     |
| Bruno Goggi                               | 169    | 0,99   | -     |
| Rifondazione Comunista-Comunisti Italiani | 137    | 0,99   | -     |
| Totale alle liste                         | 13.901 | 100,00 | 18    |
| TOTALE                                    | 17.108 | 100,00 | 20    |

### Villorba
| Candidati e Liste               | Voti  | %      | Seggi |
| ------------------------------- | ----- | ------ | ----- |
| Liviana Scattolon               | 4.815 | 51,73  | -     |
| Scattolon Sindaco               | 2.271 | 29,92  | 8     |
| Lega Nord                       | 1.378 | 18,15  | 4     |
| Ennio Rizzo                     | 3.021 | 32,46  | 1     |
| L'Ulivo                         | 1.009 | 13,29  | 3     |
| Forza Italia                    | 672   | 8,85   | 1     |
| La Nostra Villorba              | 651   | 8,58   | 1     |
| Unione di Centro                | 388   | 5,11   | 1     |
| Lucio Mottola                   | 706   | 7,58   | 1     |
| Progressisti per Villorba       | 581   | 7,65   | -     |
| Dario Galiazzo                  | 404   | 4,34   | -     |
| Progetto NordEst                | 176   | 2,32   | -     |
| Forza Villorba Galiazzo Sindaco | 152   | 2,00   | -     |
| Loris Buso                      | 362   | 3,89   | -     |
| Alleanza Nazionale              | 313   | 4,12   | -     |
| Totale alle liste               | 7.591 | 100,00 | 18    |
| TOTALE                          | 9.308 | 100,00 | 20    |

## Verona

### Verona
| Candidati e Liste                            | Voti    | %      | Seggi |
| -------------------------------------------- | ------- | ------ | ----- |
| Flavio Tosi                                  | 92.943  | 60,75  | -     |
| Lista Tosi Sindaco per Verona                | 22.482  | 16,38  | 8     |
| Forza Italia                                 | 20.681  | 15,07  | 8     |
| Alleanza Nazionale                           | 17.861  | 13,02  | 6     |
| Lega Nord                                    | 16.417  | 11,96  | 6     |
| Unione dei Democratici Cristiani e di Centro | 6.277   | 4,57   | 2     |
| Democrazia Cristiana per le Autonomie        | 646     | 0,47   | -     |
| Partito Pensionati                           | 279     | 0,20   | -     |
| Paolo Zanotto                                | 51.828  | 33,87  | 1     |
| L'Ulivo                                      | 23.860  | 17,39  | 9     |
| Zanotto per Verona                           | 12.805  | 9,33   | 5     |
| Comunisti Italiani                           | 2.743   | 2,00   | 1     |
| Federazione dei Verdi                        | 2.308   | 1,68   | -     |
| Italia dei Valori                            | 1.649   | 1,20   | -     |
| Popolari UDEUR                               | 699     | 0,51   | -     |
| Liga Veneta Repubblica                       | 527     | 0,38   | -     |
| Tito Brunelli                                | 1.914   | 1,25   | -     |
| Progetto Verona                              | 1.786   | 1,30   | -     |
| Partito Socialista Democratico Italiano      | 142     | 0,10   | -     |
| Fiorenzo Fasoli                              | 1.574   | 1,03   | -     |
| Rifondazione Comunista                       | 1.662   | 1,21   | -     |
| Francesca Toffali Pivetta                    | 1.485   | 0,97   | -     |
| Veneto per il PPE                            | 1.308   | 0,95   | -     |
| Pietro Trabucchi                             | 857     | 0,56   | -     |
| Verona X Verona                              | 515     | 0,38   | -     |
| Comitati di Quartiere                        | 336     | 0,24   | -     |
| Roberto Bussinello                           | 733     | 0,48   | -     |
| Forza Nuova                                  | 494     | 0,36   | -     |
| Azione Sociale                               | 235     | 0,17   | -     |
| Fabio Testi                                  | 715     | 0,47   | -     |
| Cattolici Liberali Cristiani                 | 602     | 0,44   | -     |
| Lodovico Laurella Arietti                    | 553     | 0,36   | -     |
| Verona Cambiare si Può                       | 507     | 0,37   | -     |
| Franco Nestori                               | 265     | 0,17   | -     |
| Verona in Gialloblù                          | 276     | 0,20   | -     |
| Lino Carli                                   | 131     | 0,09   | -     |
| Progetto Nord Est                            | 128     | 0,09   | -     |
| Totale alle liste                            | 137.225 | 100,00 | 45    |
| TOTALE                                       | 152.998 | 100,00 | 46    |

### Cerea
| Candidati e Liste             | Voti  | %      | Seggi |
| ----------------------------- | ----- | ------ | ----- |
| Paolo Marconcini              | 5.927 | 60,41  | -     |
| Forza Italia-Unione di Centro | 2.210 | 25,39  | 6     |
| Alleanza Nazionale            | 2.199 | 25,26  | 5     |
| Lega Nord                     | 945   | 10,86  | 2     |
| Claudio Tambalo               | 3.668 | 37,38  | 1     |
| La Coccinella                 | 2.209 | 25,38  | 4     |
| Cerea Città                   | 946   | 10,87  | 2     |
| Patrizia Pasini Khadraoui     | 180   | 1,83   | -     |
| Un'Altra Cerea                | 162   | 1,86   | -     |
| Renato De Paoli               | 37    | 0,38   | -     |
| Lista Renato De Paoli         | 34    | 0,39   | -     |
| Totale alle liste             | 8.705 | 100,00 | 19    |
| TOTALE                        | 9.812 | 100,00 | 20    |

### San Giovanni Lupatoto
| Candidati e Liste               | Voti   | %      | Seggi |
| ------------------------------- | ------ | ------ | ----- |
| Fabrizio Zerman                 | 4.843  | 36,14  | -     |
| Lega Nord                       | 1.631  | 13,67  | 5     |
| Alleanza Nazionale              | 1.084  | 9,09   | 3     |
| Zerman per le Libertà           | 797    | 6,68   | 2     |
| Veneto per il PPE-Lista Lupetto | 455    | 3,81   | 1     |
| Unione di Centro                | 451    | 3,78   | 1     |
| Remo Taioli                     | 3.894  | 29,06  | 1     |
| La Margherita                   | 1.117  | 9,36   | 1     |
| Comune Accordo                  | 1.105  | 9,26   | 1     |
| Democratici di Sinistra         | 659    | 5,52   | 1     |
| Italia dei Valori               | 211    | 1,77   | -     |
| Maria Luigia Meroni             | 2.323  | 17,33  | 1     |
| Forza Italia                    | 2.264  | 18,98  | 2     |
| Luigi Biondaro                  | 1.156  | 8,63   | 1     |
| Lista Bellamoli                 | 445    | 3,73   | -     |
| Insieme si Cambia               | 364    | 3,05   | -     |
| Gruppo Proposta                 | 275    | 2,30   | -     |
| Luigi Bertoni                   | 397    | 2,96   | -     |
| Comitato Civico Il Paese        | 348    | 2,92   | -     |
| Roberto Facci                   | 362    | 2,70   | -     |
| Arcobaleno                      | 317    | 2,66   | -     |
| Fulvio Fusa                     | 246    | 1,84   | -     |
| Rifondazione Comunista          | 238    | 1,99   | -     |
| Gualtiero Mercanti              | 180    | 1,34   | -     |
| Progetto NordEst                | 170    | 1,42   | -     |
| Totale alle liste               | 11.931 | 100,00 | 17    |
| TOTALE                          | 13.401 | 100,00 | 20    |

## Vicenza

### Thiene
| Candidati e Liste             | Voti   | %      | Seggi |
| ----------------------------- | ------ | ------ | ----- |
| Maria Rita Busetti            | 3.508  | 29,87  | -     |
| Lega Nord                     | 2.489  | 24,52  | 11    |
| Thiene Sicura                 | 347    | 3,42   | 1     |
| Alberto Samperi               | 4.111  | 35,00  | 1     |
| Forza Italia                  | 2.139  | 21,07  | 3     |
| Alleanza Nazionale            | 837    | 8,25   | 1     |
| Unione di Centro              | 767    | 7,56   | -     |
| Bruno Binotto                 | 2.559  | 21,79  | 1     |
| Thiene Sì con Bruno Binotto   | 1.421  | 14,00  | 1     |
| Alternativa Civica            | 754    | 7,43   | -     |
| Andrea Zordan                 | 883    | 7,52   | 1     |
| Democratici di Sinistra       | 741    | 7,30   | -     |
| Ruggero Bettanin              | 371    | 3,16   | -     |
| Costruire Cittadinanza Attiva | 354    | 3,49   | -     |
| Massimo Zordan                | 314    | 2,67   | -     |
| Progetto NordEst              | 301    | 2,97   | -     |
| Totale alle liste             | 10.150 | 100,00 | 17    |
| TOTALE                        | 11.746 | 100,00 | 20    |